# Кабардей
«Кабардей» — российский футбольный клуб из Нижнего Черека. Лучшее достижение в первенстве России — 13 место в 1 зоне третьей лиги в 1996 году. В 1995—1996 годах выступал под названием «Кабардей-ЗЭТ». В единственный свой профессиональный сезон команда управлялась главным тренером Аниуаром Тхазепловым, лучшим бомбардиром команды стал Султан Чочуев. В Кубке России команда не приняла участие ни разу. Клуб обладает полным комплектом наград чемпионата республики: «золотом» (1995), «серебром» (1994) и «бронзой» (1997).

## Статистика выступлений
| Сезон | Лига                            | Место | Примечания          |
| ----- | ------------------------------- | ----- | ------------------- |
| 1994  | Чемпионат Кабардино-Балкарии    | 2     |                     |
| 1995  | Чемпионат Кабардино-Балкарии    | 1     |                     |
| 1995  | КФК России Юг, зона 3           | 1     |                     |
| 1995  | КФК России Юг, Финал            | снята |                     |
| 1995  | КФК России, Финал               | 3     | Выход в Третью лигу |
| 1996  | Третья лига России, зона 1      | 13    |                     |
| 1997  | Чемпионат Кабардино-Балкарии    | 3     |                     |
|       |                                 |       |                     |
| 2008  | Первая лига КБР, Урванская зона | 2     |                     |
|       |                                 |       |                     |
| 2011  | Первая лига КБР, Урванская зона | 3     |                     |